# Pidpołozzia
Pidpołozzia (ukr. Підполоззя) – wieś na Ukrainie, w obwodzie zakarpackim, w rejonie mukaczewskim, w hromadzie Żdenijewo. W 2001 liczyła 798 mieszkańców, spośród których 782 wskazało jako ojczysty język ukraiński, 8 rosyjski, 2 węgierski, a 6 niemiecki.